# Robert Powell
Robert Thomas Powell (Salford, Anglaterra, 1 de juny de 1944) és un actor de cinema i de televisió anglès, famós pel seu paper a la minisèrie Jesus of Nazareth.

## Biografia
Va néixer a Salford (Manchester), és fill de Kathleen Davis i John Wilson Powell. Estudià a la Universitat de Salford. El 29 d'agost de 1975 es casà amb Barbara Lord, ballarina de Pan's People. El 23 de novembre de 1977 tingueren llur primer fill, Barney, i el 1979 una filla, Kate.

## Carrera professional
Començà amb un petit paper a la versió original de The Italian Job, però hagué d'esperar uns anys encara per al seu primer èxit, en una sèrie de ciència-ficció de la BBC, Doomwatch, el 1970. També realitzà el paper de Victor Frankestein a la pel·lícula Frankestein de 1984.
El 1977 s'estrenà la sèrie Jesus of Nazareth, on Powell feu el paper de Jesucrist juntament amb grans actors de l'època com Laurence Olivier, Christopher Plummer, Rod Steiger i James Mason. Powell fou nominat a un premi BAFTA i aconseguí un premi de TV Times com a millor actor.
El 1978 feu el paper principal de l'enginyer Richard Hannay a la tercera versió de la pel·lícula Els trenta-nou graons.
El 1980 aparegué a la pel·lícula Arlequin, amb la qual guanyà un Premi al Millor Actor al Festival de Cinema de París. Dos anys més tard guanyà el Premi al Millor Actor al Festival de Cinema de Venècia pel seu paper a Imperativ.
El 1986 va tenir un gran èxit televisiu amb la minisèrie Shaka Zulu, que narrava la història d'en Shaka, un cap tribal zulú que a començaments del segle xix inicià un procés revolucionari contra els colonitzadors britànics al territori que avui dia és Sud-àfrica.
El 1992 protagonitzà a Nova Zelanda la pel·lícula Chunuk Bair, basada en la Primera Guerra Mundial, en la qual interpretà un sergent anomenat Frank Smith.
Actualment apareix amb menys freqüència, però se l'escolta com a actor de doblatge, així com a narrador de programes de televisió. També ha narrat molts àudio-llibres, com alguns llibres d'Alan Garner, una versió abreujada de Els trenta-nou graons, diverses novel·les breus de The Talking Classics Collection.
A començaments de 2005 tornà a aparèixer regularment de nou a sèries de televisió. El 9 de febrer de 2008 treballà com a narrador de Pere i el llop, de Serguei Prokófiev, a l'Orquestra Filharmònica de Huddersfield.

## Filmografia
- Robbery (1967)
- Walk a Crooked Path (1969)
- Un treball a Itàlia (The Italian Job) (1969)
- Secrets (1971)
- Running Scared (1972)
- Refugi macabre (Asylum) (1972)
- The Asphyx (1973)
- Mahler (1974)
- Tommy (1975)
- Jesus of Nazareth (1977)
- Al di la del bene e del male (1977)
- Les quatre plomes (The Four Feathers) (1978)
- Els trenta-nou esglaons (1978)
- Harlequin (1980)
- Jane Austen in Manhattan (1980)
- The Survivor (1981)
- Imperativ (1982)
- The Jigsaw Man (1983)
- What Waits Below (1984)
- D'Annunzio (1985)
- Laggiú Nella Giungla (1986)
- Shaka Zulu (1986)
- Chunuk Bair (1992)
- Holby City (2005 - 2011) Mark Williams
- La Bíblia (2013) - Narrador (Versió del Regne Unit)

## Premis i nominacions
| Any  | Categoria    | Premi                | Pel·lícula        | Resultat  |
| ---- | ------------ | -------------------- | ----------------- | --------- |
| 1982 | Millor actor | Golden Phoenix Award | Imperativ         | Guanyador |
| 1978 | Millor actor | BAFTA TV Award Award | Jesus of Nazareth | Nominat   |